# Gambusia marshi
Gambusia marshi är en art bland de levandefödande tandkarparna som beskrevs av Wendell Lee Minckley och James Edward Craddock 1962. Den ingår i släktet Gambusia och familjen Poeciliidae. Inga underarter finns listade i Catalogue of Life.